# Souris à vendre
Pour plus de détails, voir Fiche technique et Distribution.
Souris à vendre (Mouse for Sale) est le quatre-vingt douzième court métrage d'animation de la série américaine Tom et Jerry réalisé par William Hanna et Joseph Barbera. Il est sorti le 21 mai 1955.

## Synopsis
Tom, en lisant dans un journal qu'une récompense sera offerte à ceux qui amèneront à l'animalerie une souris blanche, peint Jerry en blanc. En l'amènant dans l'animalerie, Tom obtient de l'argent. En rentrant, il range ses billets sous un tapis mais Joan, sa maîtresse, les ramasse en croyant « qu'ils sont tombés du ciel ». Tom devient alors mécontent. Joan achète une souris blanche qui est en fait Jerry peint en blanc. S'étant fait narguer par ce dernier, Tom essaie de le frapper mais Joan le met dehors. S'étant fait mis dehors plusieurs autres fois après plusieurs essais ratés, Tom se peint alors en blanc afin de faire croire à Joan qu'il est un chat blanc. Tom promet ironiquement à cette dernière de bien s'entendre avec Jerry mais en fait le brutalise.

## Commentaires
Il s'agit d'un des rares courts métrages où Tom est vainqueur à la fin.